# Jaromír Turnovský
Jaromír Turnovský (* 30. August 1912; † unbekannt) war ein tschechoslowakischer Eisschnellläufer.
Turnovsky wurde in den Jahren 1932 und 1933 tschechoslowakischer Meister. Im Jahr 1936 nahm er bei den Olympischen Winterspielen in Garmisch-Partenkirchen teil und belegte dort den 32. Platz über 5000 m, den 31. Rang über 1500 m und den 30. Platz über 500 m.

## Persönliche Bestleistungen
| Disziplin | Zeit        | Datum            | Ort                    |
| --------- | ----------- | ---------------- | ---------------------- |
| 500 m     | 47,0 s      | 3. Februar 1935  | Opava                  |
| 1000 m    | 1:43,0 min  | 12. Februar 1930 | Prag                   |
| 1500 m    | 2:30,5 min  | 6. Februar 1936  | Garmisch-Partenkirchen |
| 5000 m    | 9:25,8 min  | 6. Februar 1936  | Garmisch-Partenkirchen |
| 10.000 m  | 21:40,4 min | 29. Januar 1933  | Warschau               |